# Parc naturel de la lande de Lunebourg
Le parc naturel de la lande de Lunebourg (Naturpark Lüneburger Heide), ou parc naturel de la lande de Lunebourg, occupe une superficie de 1 077,92 km2, et est situé au nord du Land de Basse-Saxe. A l'intérieur du parc on compte 90 000 habitants. Au cœur du parc se trouve le Naturschutzgebiet Lüneburger Heide : cette partie du parc naturel a été créée en 1922. Le parc naturel Lündeburger Heide, dans ses contours actuels, existe depuis 2007.

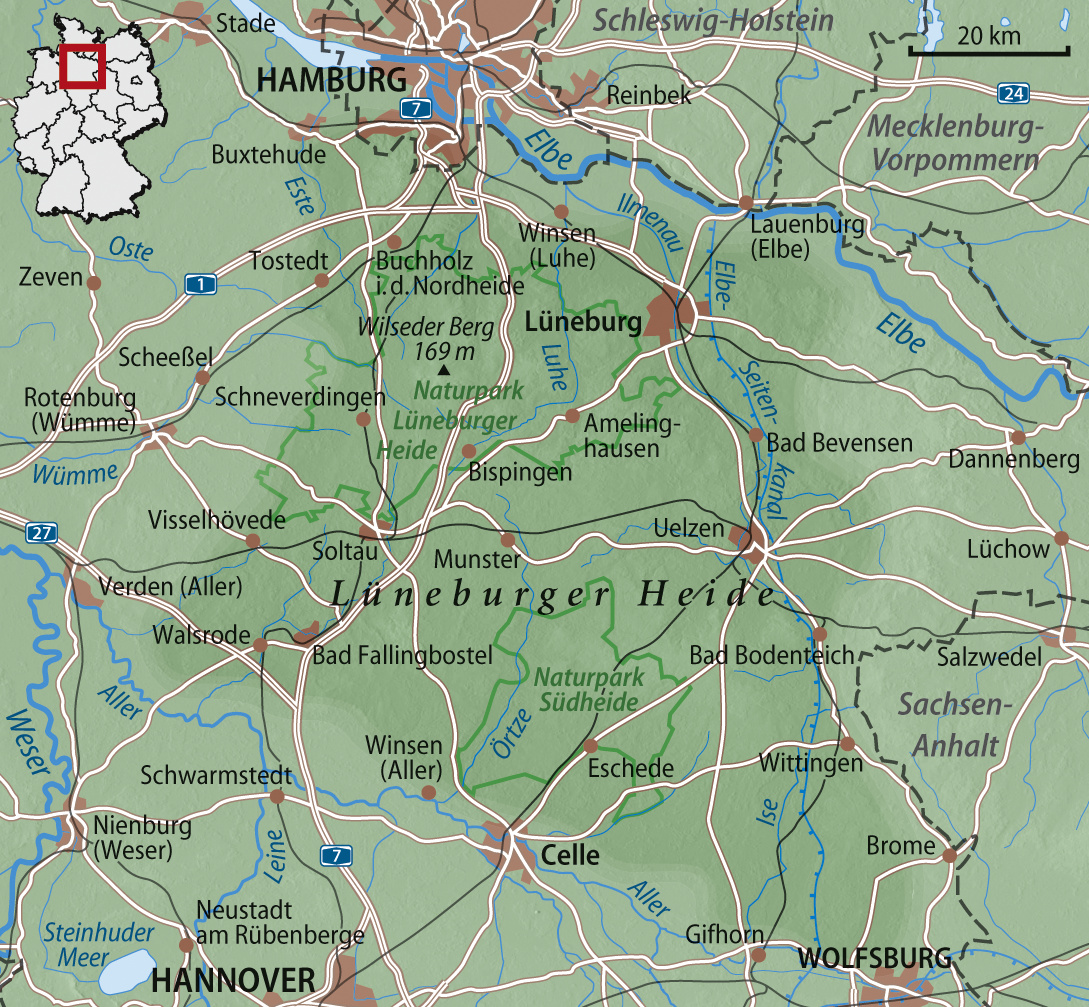
Le Parc Naturel De La Lande De Lunebourg

## Territoire

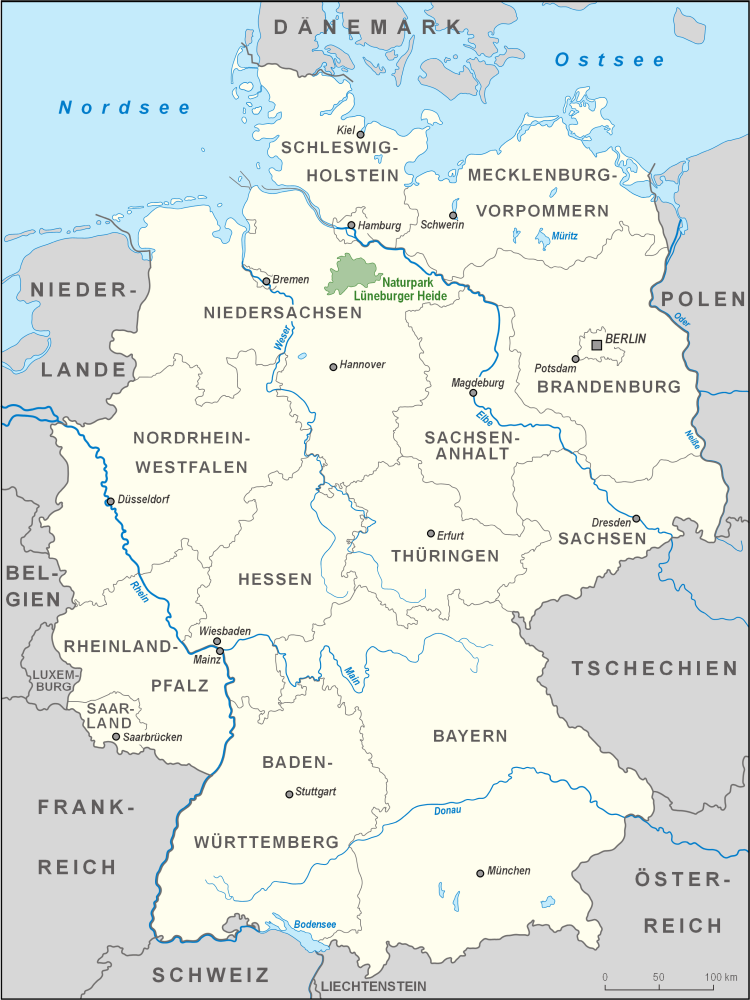
Situation du parc naturel de la Lande de Lunebourg

Le Parc naturel de la Lande de Lunebourg fait partie de la région Touristique du même nom et se trouve dans le triangle formé par les villes de Hambourg, Brême et Hanovre. Il s'étend de Buchholz in der Nordheide, au Nord, jusqu'à Soltau au Sud et de Schneverdingen à l'ouest, jusqu'à la limite de la Ville de Lunebourg à l'est. Il comprend des parties de trois arrondissements : l'arrondissement de Lunebourg, l'arrondissement de Harburg et celui de la Lande. Le Parc naturel de la Lande de Lunebourg  comporte 35 communes. 
Au cœur du parc naturel de la Lüneburger Heide, sur environ 234 km2, se trouve la réserve naturelle de la Lande de Lunebourg (Naturschutzgebiet Lüneburger Heide). Jusqu'en Février 2007, le Parc naturel et la réserve naturelle étaient identiques. En février 2007, la surface du parc naturel Lüneburger Heide est multipliée par quatre et atteint  maintenant 1077,92 km2.

## Histoire
En 1910, le pasteur Wilhelm Bode (1860-1927) a réussi à convaincre l'association Naturpark e.V. d'acheter des terres autour du Wilseder Berg (colline de Wilsede). Ainsi est née la réserve naturelle de la Lande de Lunebourg. En 1922, le gouvernement de Prusse déclare la Réserve naturelle. C'est la première réserve naturelle d'Allemagne.

En 2007, le territoire du parc naturel de la Lande de Lunebourg est agrandi à quatre fois sa surface initiale. 

## Paysages
Le paysage du parc naturel de la Lande de Lunebourg est composé de landes de bruyères, de tourbières et de forêts. Ces paysages constituent un habitat important pour des espèces rares de plantes et d'animaux. La floraison des bruyères d'août à septembre attirent beaucoup de touristes. Les espèces remarquables sont :
- la bruyère des marais (Erica tetralix) ;
- la bruyère commune (Calluna vulgaris)) ;
- genévrier commun ;
- le tétras lyre.

## La réserve naturelle
Au centre du parc naturel se trouve la partie la plus ancienne, la réserve naturelle (Naturschutzgebiet) qui est une aire protégée de niveau 4 (UICN IV) avec le Wilseder Berg, altitude 169 m.